# Роберто Динаміт
Карлос Роберто де Олівейра (порт. Carlos Roberto de Oliveira), більш відомий як Роберто Динаміт (порт. Roberto Dinamite, нар. 13 квітня 1954, Дукі-ді-Кашіас — 8 січня 2023) — бразильський футболіст, що грав на позиції нападника, а також бразильський політик та футбольний функціонер.
Найбільш відомий за виступами у клубі «Васко да Гама», у якому є рекордсменом за кількістю проведених матчів та забитих м'ячів в чемпіонаті Бразилії з футболу, короткотривалий час виступав також за іспанську «Барселону». Протягом 10 років грав також у складі національної збірної Бразилії, а в 1972 року виступав у складі олімпійської збірної Бразилії. Після завершення футбольної кар'єри протягом 6 років був президентом свого рідного клубу «Васко да Гама», а також був депутатом законодавчих зборів штату Ріо-де-Жанейро.

## Клубна кар'єра
Карлос Роберто де Олівейра народився 13 квітня 1954 року в місті Дукі-ді-Кашіас. Вихованець футбольної школи клубу «Васко да Гама». Він став одним із найвідоміших гравців у історії клубу, а також найкращим бомбардиром за всю його історію. У кольорах клубу нападник відзначився 698 забитими м'ячами, а всього за футбольну кар'єру нападник відзначився 864 забитими м'ячами. За футбольну кар'єру Роберто Динаміт усього відіграв 1022 матчі, з яких 768 були офіційними, та 254 товариськими.
Прізвисько «Динаміт» футболіст отримав від спортивного журналіста Апарісіо Піреса, який працював у місцевій спортивній газеті «Jornal dos Sports», після рідкісного за красою забитого м'яча в дебютному для себе матчі в головній команді «Васку» 25 листопада 1971 року проти «Інтернасьйонала» на «Маракані». Журналіст написав у газеті наступний коментар: «Динаміт-бой вибухнув на Маракані» (порт. Dynamite-Boy detonates at Maracanã).
Протягом 1979—1980 років Роберто Динаміт грав у іспанській «Барселоні», проте за клуб зіграв лише 8 матчів, та повернувся до «Васко да Гама».
Згодом з 1989 по 1990 рік грав у складі команди «Португеза Деспортос», яка виступала в Лізі Пауліста, у складі якої відзначився 11 забитими м'ячами, пізніше повернувся до «Васко да Гама», та нетривалий час виступав також за «Кампу Гранді».
Останній м'яч у своїй кар'єрі Роберто Динаміт забив 26 жовтня 1992 року в Лізі Каріока в складі «Васко да Гама» у матчі проти клубу «Гойтаказ» на стадіоні «Сан-Жануаріо». Останній свій матч нападник зіграв 24 березня 1993 року, в якому іспанський «Депортіво» переміг на «Маракані» «Васко да Гама» з рахунком 2-0, у складі бразильського клубу поруч із Роберто Динамітом зіграв також і Зіку.

## Виступи за збірну
У 1972 році головний тренер олімпійської збірної Бразилії Маріо Загалло запросив Роберто Динаміта до складу своєї команди, яка готувалась до Олімпіади, що проходила у Західній Німеччині. у складі олімпійської збірної нападник зіграв 5 матчів. у яких відзначився 1 забитим м'ячем.
1975 року дебютував в офіційних матчах у складі національної збірної Бразилії. Протягом кар'єри у національній команді, яка тривала 10 років, провів у формі головної команди країни 38 матчів, забивши 20 голів. З урахуванням матчів проти клубних та інших команд, футболіст зіграв у бразильській збірній 47 матчів, відзначившись 26 забитими м'ячами.
Уперше офіційний матч у складі збірної Роберто Динаміт зіграв на Кубку Америки 1975 року проти збірної Перу, в якому бразильська збірна поступилася з рахунком 1-3, на якому разом із командою здобув бронзові нагороди. На чемпіонаті світу 1978 року в Аргентині, незважаючи на те, що він не був постійним гравцем основи, Роберто Динаміт зумів відзначитись трьома забитими м'ячами. Хоча збірна Бразилії стала єдиною командою на тогорічному чемпіонаті світу, яка не програла жодного матчу, внаслідок формули розіграшу турніру вона посіла лише третє місце, поступившись у другому груповому турнірі майбутнім переможцям — аргентинцям — лише по різниці забитих і пропущених м'ячів, та обігравши у матчі за третє місце італійців 2:1. Головний тренер збірної Кутіньйо оголосив бразильців «моральними чемпіонами світу», хоча для футболістів це було й невеликою втіхою. Далі Роберто Динаміт у складі збірної грав також на Кубки Америки 1979 року, на якому бразильці здобули бронзові нагороди, чемпіонату світу 1982 року в Іспанії, де також був переважно гравцем резерву, й отримав місце в команді лише після ушкодження Кареки, а також на Кубку Америки 1983 року, де разом з командою здобув «срібло», та став кращим бомбардиром турніру.

## Політик і функціонер
Після завершення футбольної кар'єри Роберто Динаміт став політиком. У 1992 році він вступив до Партії бразильської соціальної демократії, та як її кандидат, обраний депутатом законодавчих зборів штату Ріо-де-Жанейро, отримавши 34893 голосів виборців. Пізніше колишній футболіст перейшов до лав іншої партії — Партії бразильського демократичного руху, та як її кандидат переобирався членом законодавчих зборів штату ще у 1994 році 68516 голосами виборців, у 1998 році 44993 голосами, у 2002 році 53172 голосами виборців, та у 2006 році 49097 голосами виборців. У 2003 та 2006 році він висував свою кандидатуру на посаду президента клубу «Васко да Гама», обраний президентом клубу 21 червня 2008 року, перебував на цій посаді до 2014 року.

## Титули і досягнення
- Чемпіон Бразилії: (1):

«Васко да Гама»: 1974
- Переможець Ліги Каріока (5):

«Васко да Гама»: 1977, 1982, 1987, 1988, 1992
- Бронзовий призер чемпіонату світу: 1978
- Срібний призер Копа Америки: 1983
- Найкращий бомбардир чемпіонату Бразилії: 1974, 1984
- Bola de Prata (у символічній збірній): 1979, 1981, 1984
- Кращий бомбардир Копа Америка: 1983

## Статистика
Статистика клубних виступів:
| Сезон             | Команда           | Чемпіонат         | Чемпіонат | Чемпіонат | Каріока | Каріока | Інші турніри | Інші турніри | Інші турніри |
| Сезон             | Команда           | Ліга              | Ігри      | Голи      | Ігри    | Голи    |              | Ігри         | Голи         |
| ----------------- | ----------------- | ----------------- | --------- | --------- | ------- | ------- | ------------ | ------------ | ------------ |
| 1971              | «Васко да Гама»   | Д-1               | 7         | 1         |         | 0       |              |              |              |
| 1972              | «Васко да Гама»   | Д-1               | 11        | 4         |         | 2       |              |              |              |
| 1973              | «Васко да Гама»   | Д-1               | 32        | 13        |         | 5       |              |              |              |
| 1974              | «Васко да Гама»   | Д-1               | 26        | 15        |         | 17      |              |              |              |
| 1975              | «Васко да Гама»   | Д-1               | 19        | 15        |         | 26      | КЛ           |              | 2            |
| 1976              | «Васко да Гама»   | Д-1               | 19        | 12        |         | 15      |              |              |              |
| 1977              | «Васко да Гама»   | Д-1               | 16        | 7         |         | 25      |              |              |              |
| 1978              | «Васко да Гама»   | Д-1               | 17        | 14        |         | 19      |              |              |              |
| 1979              | «Васко да Гама»   | Д-1               | 14        | 10        |         | 32      |              |              |              |
| 1979/80           | «Барселона»       | Д-1               | 8         | 2         | —       | —       | СК           | 2            | 1            |
| 1980              | «Васко да Гама»   | Д-1               | 6         | 8         |         | 14      | КГ           |              | 2            |
| 1981              | «Васко да Гама»   | Д-1               | 9         | 15        |         | 31      |              |              |              |
| 1982              | «Васко да Гама»   | Д-1               | 16        | 12        |         | 15      |              |              |              |
| 1983              | «Васко да Гама»   | Д-1               | 21        | 9         |         | 7       |              |              |              |
| 1984              | «Васко да Гама»   | Д-1               | 21        | 16        |         | 9       |              |              |              |
| 1985              | «Васко да Гама»   | Д-1               | 22        | 15        |         | 12      | КЛ           |              | 1            |
| 1986              | «Васко да Гама»   | Д-1               | 15        | 6         |         | 19      |              |              |              |
| 1987              | «Васко да Гама»   | Д-1               | 14        | 6         |         | 15      |              |              |              |
| 1988              | «Васко да Гама»   | Д-1               | 10        | 3         |         | 1       |              |              |              |
| 1989              | «Васко да Гама»   | Д-1               | —         | —         |         | 9       |              |              |              |
| 1989              | «Португеза»       | Д-1               | 16        | 9         | —       | —       |              |              |              |
| 1990              | «Васко да Гама»   | Д-1               | 4         | 0         |         | 3       | КЛ           |              | 1            |
| 1991              | «Кампу Гранді»    | Д-1               | 14        | 0         |         | 0       |              |              |              |
| 1992              | «Васко да Гама»   | Д-1               | 2         | 0         |         | 8       | КР           |              | 2            |
| 1992              | «Васко да Гама»   | Д-1               | 2         | 0         | КБ      | 8       |              | 1            |              |
| Усього за кар'єру | Усього за кар'єру | Усього за кар'єру | 339       | 192       | ?       | 284     |              | ?            | 10           |